# 2MASS J08290664+1456225
2MASS J08290664+1456225 ist ein 25 pc von der Erde entfernter Brauner Zwerg im Sternbild Krebs. Er wurde 2000 von J. Davy Kirkpatrick et al. entdeckt. Er gehört der Spektralklasse L2 an.